# Петко Христов
Петко Христов (англ. Petko Hristov, нар. 1 березня 1999, Софія, Болгарія) — болгарський футболіст, центральний захисник італійського клубу «Спеція» та національної збірної Болгарії, що на правах оренди виступає за «Венецію».

## Клубна кар'єра
Петко Христов народився у Софії і є вихованцем столичних клубів «Левскі» та «Славія». У 2017 році Христов проходив навчання в академії італійського клубу «Фіорентина». Та за рік футболіст повернувся до Болгарії, де приєднався до «Славії».Свій перший матч на дорослому рівні Христов провів у червні 2016 року у кваліфікації Ліги Європи. А за місяць футболіст дебютував і у чемпіонаті Болгарії. У квітні 2017 року футболіст підписав з клубом контракт до літа 2020 року.
Та вже влітку 2017 року після вдалого виступу на юнацькому чемпіонаті Європи Петко Христова запросили до складу «Фіорентини». Захисник так і не зумів пробитися до основи «фіалок» і з наступного сезону відправився в оренду у клуби нижчих дивізіонів. Христов грав в оренду у клубах «Тернана», «Бішельє» та «Про Верчеллі».
Влітку 2021 року по завершенню контракту з «Фіорентиною» Христов перейшов до складу іншого клубу Серії А «Спеції», з яким підписав контракт до 2025 року. І 23 серпня захисник дебютував у новій команді.

## Збірна
У липні 2017 року Петко Христов брав участь у юнацькому чемпіонаті Європи (U-19), що проходив в Грузії.
31 березня 2021 року разом зі своїм братом-близнюком Андреа Христовим Петко дебютував у національній збірній Болгарії у матчі відбору до чемпіонату світу 2022 року проти збірної Північної Ірландії.

## Досягнення
- Футболіст року в Болгарії: 2016[11]